# All work and no play makes Jack a dull boy
"همه‌اش کار بدون بازی جک را پسری کسل کننده می‌کند" ضرب‌المثلی در زبان انگلیسی است. معنای آن این است که فقط کار کردن بدون تفریح کردن، فرد را هم کسل‌کننده و هم کسل می‌کند. منشأ دقیق این عبارت هنوز ناشناخته است، ولی در اوایل سال ۱۶۵۹ ثبت شده است. این نقل قول همچنین در فیلم هایی مانند درخشش ۱۹۸۰ نیز آمده است. 
برخی از نویسندگان قسمت دوم را به ضرب المثل اضافه کرده اند، مانند فیلم هری و لوسی به پایان رسید (1825) توسط رمان نویس ایرلندی ماریا اجورث: 
- همه کارها و هیچ بازی، جک را به پسری کسل تبدیل می کند،
- همه بازی و هیچ کاری جک را یک اسباب بازی صرف می کند.